# Commissie van Twaalf
De Commissie van Twaalf of voluit de Buitengewone Commissie van de Twaalf (Frans: Commission extraordinaire des Douze) was tijdens de Franse Revolutie een commissie van de Nationale Conventie, opgericht op 18 mei 1793 door de girondijnen om de groeiende oppositie van de Parijse secties en van de montagnards de kop in te drukken. De contestatie tegen de commissie groeide uit tot de opstand van 31 mei en 2 juni, die de girondijnen ten val bracht en de Convention montagnarde inluidde, wat zou leiden tot de Terreur.

## Context
In het voorjaar van 1793 stond de door girondijnen gedomineerde Conventie tegenover een coalitie van Europese monarchieën, na in februari ook de oorlog te hebben verklaard aan Groot-Brittannië en de Verenigde Provinciën en in maart aan Spanje, terwijl de royalistische opstand in de Vendée het binnenland beroerde. Op het slagveld raakte Frankrijk in de verdrukking. 
De generaal Dumouriez, die het vertrouwen had van de girondijnen, kwam in botsing met de Conventie en liep op 1 april over naar de Oostenrijkers. Toen dit nieuws bekend raakte in Parijs, werd op 15 april een petitie ingediend die eiste dat 22 girondijnse afgevaardigden zich uit de Conventie zouden terugtrekken. Ze was ondertekend door 35 van de 48 Parijse secties, door de Commune van Parijs en door de Club des Jacobins. De girondijnen wilden de leiders achter deze petitie uitschakelen, en meer algemeen de macht van de Commune en van de secties breken.

## Oprichting

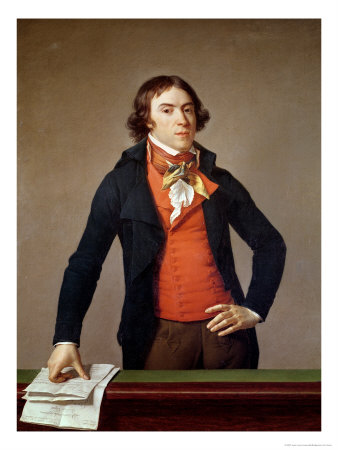
Bertrand Barère de Vieuzac omstreeks 1790

Op initiatief van Barère kreeg een commissie van twaalf conventieleden op 18 mei uitgebreide onderzoeks- en opsporingsbevoegdheden. Haar opdracht was een onderzoek in te stellen naar alle decreten die de afgelopen maand door de algemene raad van de Commune en door de secties van Parijs waren genomen, kennis te nemen van de complotten tegen de binnenlandse vrijheid van de Republiek en van de bedreigingen tegen de nationale vertegenwoordiging, en alle nodige maatregelen te nemen om bewijs te verzamelen en verdachten aan te houden.
De benoeming van de leden gebeurde op 21 mei. Het waren allemaal girondijnen of girondijnse sympathisanten: 

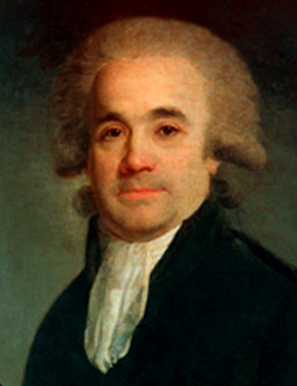
Jean-Paul Rabaut Saint-Étienne in 1789

- Jean-Baptiste Boyer-Fonfrede

- Jean-Paul Rabaut Saint-Étienne
- Augustin de Kervélégan
- Charles Saint-Martin-Valogne
- Louis Viger
- Jean-René Gomaire
- Bertrand de la Hosdinière
- Jacques Boilleau
- Étienne Mollevaut
- Pierre Henry-Larivière
- François Bergoeing
- Jean-François Gardien

## Actie en opheffing
Op 23 mei kondigde de Commissie van Twaalf aan dat zij met haar werkzaamheden was begonnen. Op 24 mei bracht Viger verslag uit over het bewaken van de Nationale Conventie en het verijdelen van complotten. Zijn ontwerpdecreet werd na een lange discussie aangenomen. De Parijse secties keken niet passief toe. De sectie Contrat-Social protesteerde op 24 mei als eerste tegen het afgeven van haar notulen met het oog op een mogelijke vervolging. Diezelfde dag werden de journalist Hébert, redacteur van de krant Père Duchesne, en zijn medestander Varlet gearresteerd. De Commune van Parijs, waar Hébert substituut-procureur was, kwam dit de volgende dag aanklagen voor de Conventie. Voorzitter Isnard waarschuwde dreigend dat elke aanslag op de Conventie tot de vernietiging van Parijs zou leiden.
Op 27 mei, na verdere arrestaties van onder meer de rechter Claude-Emmanuel Dobsen, eisten Marat vervolgens Thuriot de afschaffing van de Commissie van Twaalf. Henry-Larivière nam ontslag. Zestien secties van Parijs petitioneerden bij de Nationale Conventie tegen de Commissie. Gebruikmakend van het late uur en van de afwezigheid van nogal wat leden, stemde de Nationale Conventie op voorstel van Delacroix een decreet dat de vrijlating van de aangehouden personen en de verbreking van de Commissie van Twaalf beval, alsook een onderzoek naar haar leden door het Comité de sûreté générale.
Tijdens de volgende zitting, op 28 mei, bracht de voorlezing van het nachtelijke decreet door Osselin heftig protest teweeg. Het aannemen en de rechtsgeldigheid ervan werden betwist. Lanjuinais eiste de intrekking ervan. Het kwam tot een hoofdelijke stemming daarover, die met 279 stemmen tegen 238 werd gewonnen door de girondijnen. De ontbinding van de Commissie van Twaalf werd zodoende ongedaan gemaakt, maar in een nieuw decreet werd de vrijlating bevolen van de burgers die op last van de Commissie van Twaalf waren gearresteerd. Rabaut Saint-Étienne nam ontslag uit de Commissie.
Op 30 mei hekelde Bourdon de l'Oise de Commissie omdat ze haar bijeenkomsten in het Hôtel de Breteuil had laten bewaken door troepen. Een delegatie van 22 Parijse secties kwam de Nationale Conventie opnieuw vragen om de Commissie te ontbinden en haar leden voor het  Revolutionair tribunaal te brengen.
De volgende dag kwamen volksmassa's in beweging en begon de opstand tegen de girondijnen. Onder deze druk werd de opheffing van de Commissie van Twaalf toegestaan, maar de andere eisen van de sansculotten werden afgewezen. Het zou niet voldoende blijken. Twee dagen later kwam de menigte terug en dwong ze de arrestatie van 29 girondijnse conventieleden af, onder wie de tien leden van de voormalige Commissie van Twaalf (Bergoeing, Boilleau, Gardien, Gomaire, Kervélégan, La Hosdinière, Henry-Larivière, Mollevaut, Rabaut en Viger).